# استان جیروکاستر
استان جیروکاستِر (به آلبانیایی: Rrethi i Gjirokastrës) یکی از استان‌های سی‌وشش‌گانه کشور آلبانی است.
مرکز آن شهر جیروکاستر است.
جمعیت این استان در سال ۲۰۰۴ برابر با ۵۶ هزار نفر بوده است. اقلیت بزرگی از یونانیان نیز ساکن این استانند.
شهر دیگر این استان لیبوهووه (Libohovë) است.